# По умолчанию
По умолча́нию — термин, используемый для обозначения значений параметров какой-либо программы, предустановленных (предварительно установленные) разработчиком. Пользователь может изменить эти установки явным образом, однако, если он не сделал этого, то в качестве значений используются параметры, заданные разработчиком.

## Применение
Выражение «по умолчанию» часто употребляется в инструкциях к компьютерным программам, где пользователь должен сделать выбор из нескольких вариантов задания и сообщить свой выбор компьютеру. Для удобства пользователей разработчики формируют наиболее популярную цепь вариантов выбора и помечают входящие в неё варианты метками «по умолчанию», позволяя тем самым пользователю избежать зачастую длительного настраивания программы, приняв предложенные настройки.

### Использование в форматах файлов
В различных форматах файлов, как текстовых (XML, HTML), так и двоичных (EBML), использование «значений по умолчанию» позволяет сильно упростить и уменьшить размер файла. В случае XML и EBML атрибуты элементов предполагаются равными некому (разумному и более-менее часто используемому) значению, так что при записи формата бо́льшая часть значений не меняется, сохраняются лишь отличия от значений по умолчанию.

### Использование в файлах конфигураций
Начальные настройки (значения по умолчанию) в файлах конфигурации часто указываются в комментариях, в формате, в котором задаётся значение параметра (например, «#logfile /var/log/apps.log common»). Такое указание одновременно говорит о начальном значении (значении по умолчанию) и показывает образец указания значения.

## Недостатки

### Изменение версий программного обеспечения
Одной из проблем при модификации версий ПО является сохранение «изначального поведения» («поведения по умолчанию»), если поведение меняется, большинство файлов конфигураций, полагавшихся на изначальные значения (значения по умолчанию), перестаёт работать.